# Drogteropslagen
Drogteropslagen est un village néerlandais de la commune de De Wolden, situé dans la province de Drenthe. Le 1er janvier 2020, la population s'élevait à 270 habitants.

## Géographie
Le village est situé à l'extrémité sud de la province de Drenthe, à 3 km au nord-est de la ville de Dedemsvaart, dans l'Overijssel.